# Fiano
Fiano és un comune (municipi) de la ciutat metropolitana de Torí, a la regió italiana del Piemont, situat a uns 20 quilòmetres al nord-oest de Torí. A 1 de gener de 2019 la seva població era de 2.667 habitants.
Fiano limita amb els següents municipis: Nole, Germagnano, Cafasse, Villanova Canavese, Vallo Torinese, Varisella, Robassomero, La Cassa i Druento.